# Sleutelstuk

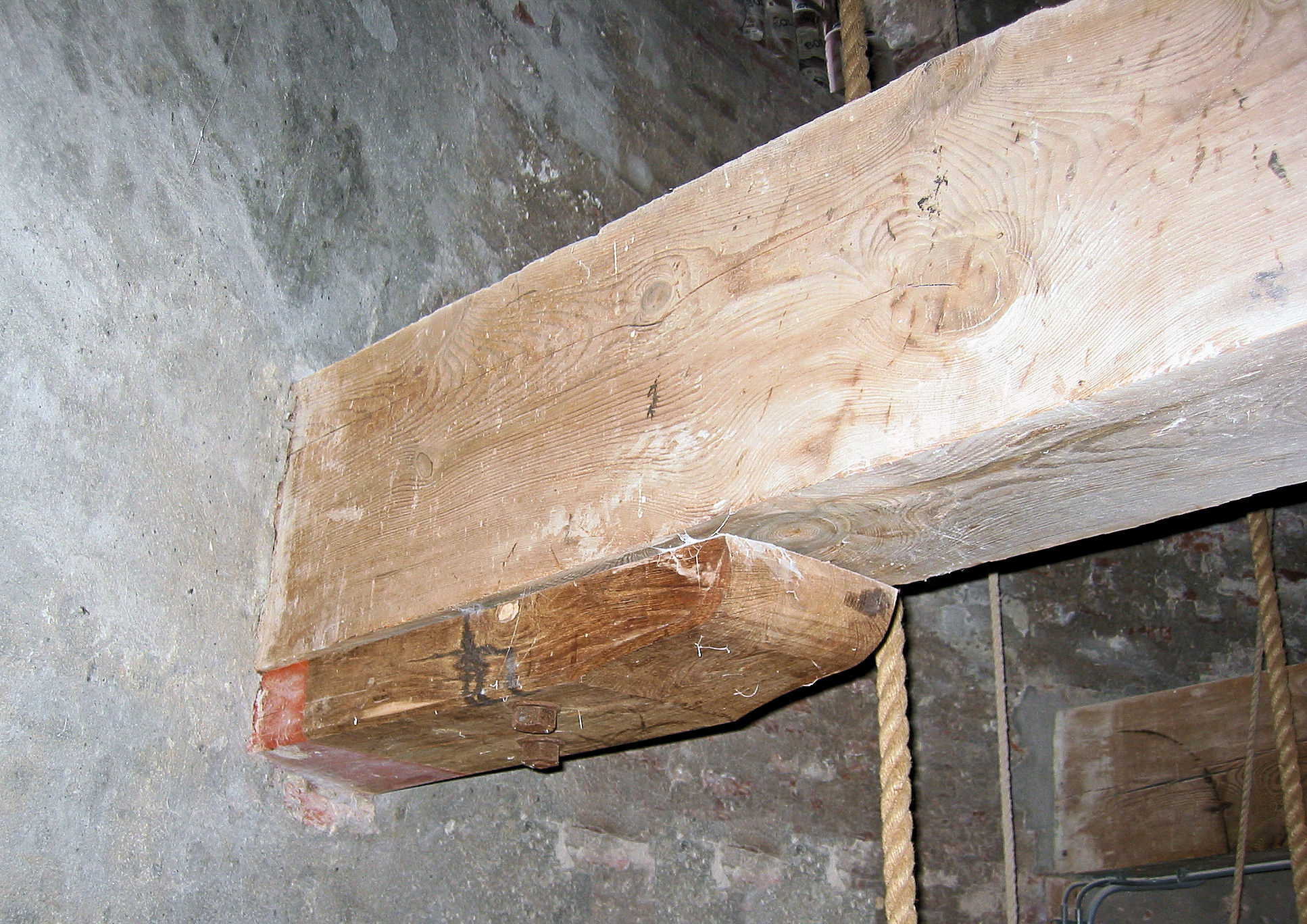
Sleutelstuk onder balkkop

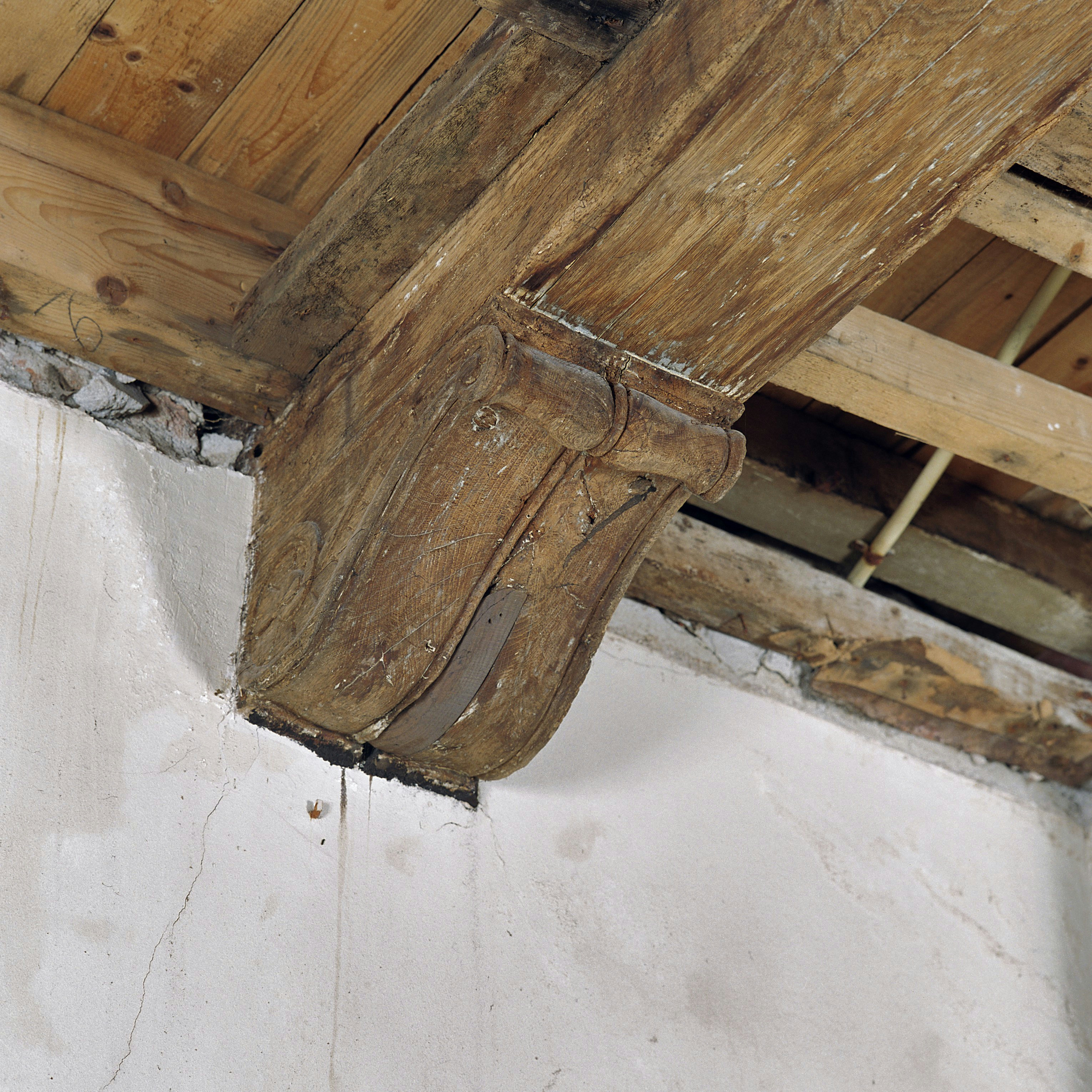
Versierd sleutelstuk

Een sleutelstuk of slof is een langwerpig plat stuk hout, dat ter plaatse van de oplegging van een balk is aangebracht. Een sleutelstuk komt vaak voor onder een moerbalk, die is opgelegd op metselwerk.
In basis werden sleutelstukken toegepast om de oplegging van de vaak zware moerbalken te verstevigen en de oplegspanning te verdelen. Onder invloed van vocht is de kop van de ligger vaak verzwakt. Door een sleutelstuk aan te brengen behoeft niet de gehele balk vernieuwd te worden. In molens met een stenen romp zitten vaak aan de westzijde onder de balkenkoppen sleutelstukken.
Aan sleutelstukken werd vaak een decoratie aangebracht. In oude stadhuizen komt men nog vaak grote, gedecoreerde sleutelstukken tegen.